# 塩化サマリウム(III)
塩化サマリウム(III)（えんかサマリウム、Samarium(III) chlorideまたはSamarium trichloride）は化学式SmCl3で表されるサマリウムの塩化物である。無水物は淡黄色の固体で、湿った空気中において急速に吸湿し六水和物となる。六水和物は急熱するとわずかに加水分解が起こり、110℃で5分子の水を失う。

## 性質
塩化サマリウム(III)は適度に強いルイス酸であり、HSAB則による硬い酸に分類される。水溶液は水酸化サマリウム(III)やフッ化サマリウム(III)等の不溶性のサマリウム(III)化合物を合成する際の前駆体として用いられる。
SmCl3(aq) + 3 NaOH(aq) → Sm(OH)3(s) + 3 NaCl(aq)
SmCl3(aq) + 3 KF(aq) → SmF3(s) + 3 KCl(aq)
また、無水物を水素中などの還元雰囲気化で加熱することで2価のサマリウム塩が生成し、酸素中で加熱するとオキソ塩化サマリウム(III)SmOClが生成する。水への溶解度は非常に大きく、エタノールやピリジンにも溶解する。

## 合成
塩化サマリウム(III)は金属サマリウムもしくは炭酸サマリウム(III)と塩酸との反応によって黄色の水溶液として得られる。
2 Sm(s) + 6 HCl(aq) → 2 SmCl3(aq) + 3 H2(g)
Sm2(CO3)3(s) + 6 HCl(aq) → 2 SmCl3(aq) + 3 CO2(g) + 3 H2O(l)
無水物は塩化サマリウム(III)の水和物を4～6 モル相当の塩化アンモニウムと共に減圧下、400 ℃で徐々に加熱することで得られる。また、過剰の塩化チオニル存在下で5時間加熱することによっても得られ、塩化水素と金属サマリウムからも合成される。無水塩化サマリウム(III)は通常高真空下で昇華精製される。

## 用途
塩化サマリウム(III)は特に磁石用の金属サマリウムの原料として用いられる。無水塩化サマリウム(III)に塩化ナトリウムもしくは塩化カルシウムを融点降下剤として加え、溶融塩電解によって金属サマリウムが得られる。サマリウムの有機金属化合物を合成する際の前駆体としても用いられ、例えば水素化反応やアルケンのヒドロシリル化反応の触媒として用いられるビス（ペンタメチルシクロペンタジエニル）サマリウム(III)が合成される。また、他のサマリウム塩を合成する際の前駆体としても用いられる。
さらにルイス酸触媒としても用いられ、塩化サマリウム(III)存在下でエポキシドとスルフィドをジクロロメタン溶媒下、常温で反応させることによって、塩化サマリウム(III)がルイス酸触媒として働きヒドロキシスルフィドが合成される。